# Valstrona
Valstrona är en kommun i provinsen Verbano Cusio Ossola i regionen Piemonte i Italien. Kommunen hade 1 216 invånare (2018).